# Zuid-Afrikaans referendum 1960
Op 5 oktober 1960 vond in Zuid-Afrika een referendum over de staatsvorm van het land.

## Geschiedenis
De Afrikanerbevolking in de Unie van Zuid-Afrika was over het algemeen ontevreden over de personele unie met het Verenigd Koninkrijk. De Britse koning was ook koning van Zuid-Afrika. Deze band met het Verenigd Koninkrijk, de traditionele aartsvijand van de Boeren, moest worden verbroken en het oude Boerenideaal, een republiek van Afrikaners, moest worden gerealiseerd.
Na de machtsovername van de republikeinse Nasionale Party (NP) van dr. D.F. Malan in 1948 realiseerde de leider van de Afrikanernationalisten dat zijn coalitie – die maar een kleine meerderheid in de Volksraad had – niet over voldoende draagvlak onder het blanke electoraat beschikte om de monarchale staatsvorm ter discussie te stellen. Zijn opvolger, Johannes Strijdom, zette het idee in de ijskast omdat hij bang was dat de Britten hun protectoraten in Zuidelijk Afrika niet zouden overdragen aan de Unie. De Britten zagen uiteindelijk af van de overdracht van de protectoraten vanwege het apartheidsbewind in de Unie. Strijdom's opvolger, dr. Hendrik Frensch Verwoerd, zag dan ook geen reden meer om de personele unie met het Verenigd Koninkrijk te behouden. De regerende NP beschikte inmiddels ook over een absolute meerderheid in het Zuid-Afrikaans parlement, hetgeen betekende dat de republikeinse gedachte onder de meerderheid van de blanke bevolking leefde.

## Referendum
De regering-Verwoerd gaf in 1960 te kennen een referendum uit te schrijven met de vraag Bent u voor een Republiek voor de Unie? (Afrikaans: "Is u ten gunste van 'n Republiek vir die Unie?"; Engels: "Are you in favour of a Republic for the Union?").
De NP voerde propaganda voor het oude Boerenideaal, een republiek. In aanloop naar het referendum besloot de oppositionele Verenigde Party van Sir De Villiers Graaff, die de steun genoot van de meeste blanke Engelstaligen en liberale Afrikaners, een "nee"-campagne te voeren. Wel betoonde de VP zich voorstander van meer autonomie ten opzichte van het Verenigd Koninkrijk. De kleine Progressive Party voerde een tegencampagne met de slogan "Reject this republic" ("Wijs deze republiek af"). De progressieven waren dus niet zozeer tegen de republiek, als wel tegen de republiek die de regering voor ogen had.
Op 5 oktober 1960 vond het referendum plaats. Stemgerechtigd waren alle blanke mannen en vrouwen van ouder dan 18 jaar in Zuid-Afrika en Zuidwest-Afrika (Namibië). In de Kaapprovincie, Transvaal en Oranje Vrijstaat stemde de meerderheid van de kiesgerechtigden vóór de republiek, terwijl een meerderheid in Natal behoud van de monarchie voorstond. De uitslag was als volgt:

### Totaal
| Keuze                              | Stemmen   | %     |
| ---------------------------------- | --------- | ----- |
| Ja                                 | 850.458   | 52,29 |
| Nee                                | 775.878   | 47,71 |
| Ongeldig/blanco                    | 7.904     | –     |
| Totaal                             | 1.634.240 | 100   |
| Geregistreerde kiezers/opkomst (%) | 1.800.426 | 90,77 |
| Bron: Direct Democracy             |           |       |

### Per provincie

Resultaten per provincie. Alleen in Natal stemde de meerderheid tegen.

| Provincie              | Ja      | Ja    | Nee     | Nee   | Ongeldig/ blanco | Totaal  | Geregistreerde kiezers | Opkomst % |
| Provincie              | Stemmen | %     | Stemmen | %     | Ongeldig/ blanco | Totaal  | Geregistreerde kiezers | Opkomst % |
| ---------------------- | ------- | ----- | ------- | ----- | ---------------- | ------- | ---------------------- | --------- |
| Kaapprovincie          | 271.418 | 50,15 | 269.784 | 49,85 | 2.881            | 544.083 | 591.298                | 92,02     |
| Natal                  | 42.299  | 23,78 | 135.598 | 76,22 | 688              | 178.585 | 193.103                | 92,48     |
| Oranje Vrijstaat       | 110.171 | 76,72 | 33.438  | 23,28 | 798              | 144.407 | 160.843                | 89,78     |
| Zuidwest-Afrika        | 19.938  | 62,39 | 12.017  | 37,61 | 280              | 32.235  | 37.135                 | 86,80     |
| Transvaal              | 406.632 | 55,58 | 325.041 | 44,42 | 3.257            | 734.930 | 818.047                | 89,84     |
| Bron: Direct Democracy |         |       |         |       |                  |         |                        |           |

## Nasleep

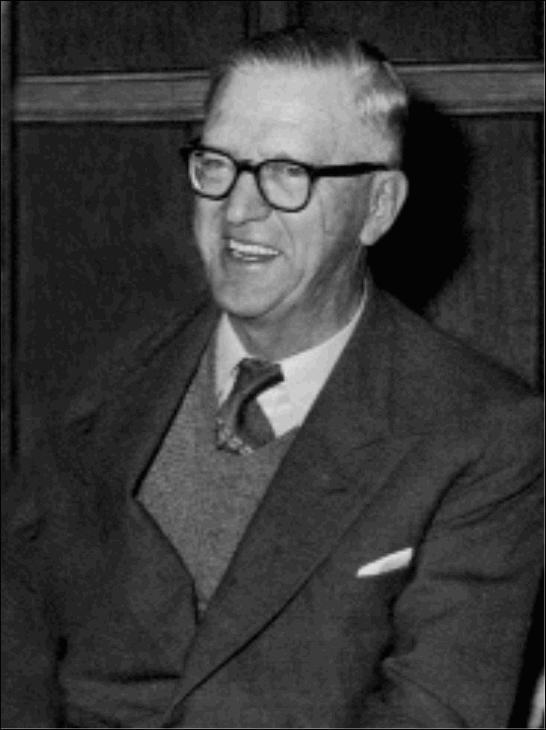
Charles Swart, laatste gouverneur-generaal (1959-1961) en eerste staatspresident (1961-1967)

De overwinning van het "ja"-kamp was zoals boven te zien maar beperkt. Als tegemoetkoming aan het "nee"-kamp besloot de regering niet over te gaan tot de instelling van een uitvoerende republiek, zoals de oude Boerenrepublieken. Daarvoor in de plaats kwam er een republiek met een ceremonieel presidentschap. Ook de Britse vlag bleef onderdeel van de vlag van Zuid-Afrika, ondanks haar impopulariteit onder veel Afrikaners.
Op 31 mei 1961 hield Zuid-Afrika op een monarchie te zijn. De landsnaam werd van Unie van Zuid-Afrika gewijzigd in Republiek Zuid-Afrika. Gouverneur-Generaal Charles Swart werd de eerste staatspresident (Engels: State President) van Zuid-Afrika en volgde daarmee koningin Elizabeth II op als staatshoofd. Voor veel Afrikaners kwam een droom uit: de laatste band met het koloniale verleden was verbroken.
Naast de naamswijziging van het land en de instelling van het presidentschap vonden nog enkele symbolische veranderingen plaats:
- Wettelijk verwijzingen naar de kroon werden vervangen door staat
- De Queen's Counsels werden Senior Counsels
- De kroon als symbool op badges van militairen en politieagenten werden verwijderd
- Her Majesty's South African Ships (Hare Majesteits Zuid-Afrikaanse Schepen) werden South African Ships (Zuid-Afrikaanse Schepen)
- Het predicaat Royal (koninklijk) voorafgaand aan Zuid-Afrikaanse legerregimenten verdween. Sommige instituties, zoals het Royal Natal National Park en de Royal Society of South Africa behielden het predicaat Royal.

De Rand, de nationale munt, was al eerder ontdaan van het portret van koningin Elizabeth II.
Na het referendum wilde Zuid-Afrika binnen het Brits Gemenebest (Commonwealth) blijven, maar dit stuitte op veel verzet van Afrikaanse en Aziatische staten binnen het Gemenebest. Tanzania dreigde zelfs uit het Gemenebest te treden als Zuid-Afrika lid kon blijven. Tijdens een Gemenebestconferentie in Londen besloot Zuid-Afrika om zijn lidmaatschap op te zeggen.
In 1984 werd de Zuid-Afrikaanse grondwet gewijzigd en alsnog het uitvoerend presidentschap ingevoerd. De eerste uitvoerende president van Zuid-Afrika werd P.W. Botha.

## Bron
- Historical Dictionary of South Africa, door: Christopher Saunders, 1983, blz. 146

## Verwijzingen
1. ↑  Historical Dictionary of South Africa, door: Christopher Saunders, 1983, blz. 146
2. ↑  Joyce, Peter (2007). The making of a nation : South Africa's road to freedom. Zebra Press, Cape Town, p. 120. ISBN 9781770073128.[dode link]
3. ↑  Winkler Prins Encyclopedisch Jaarboek 1962, door: red. Winkler Prins, blz. 374